# Чайковський Микола Андрійович

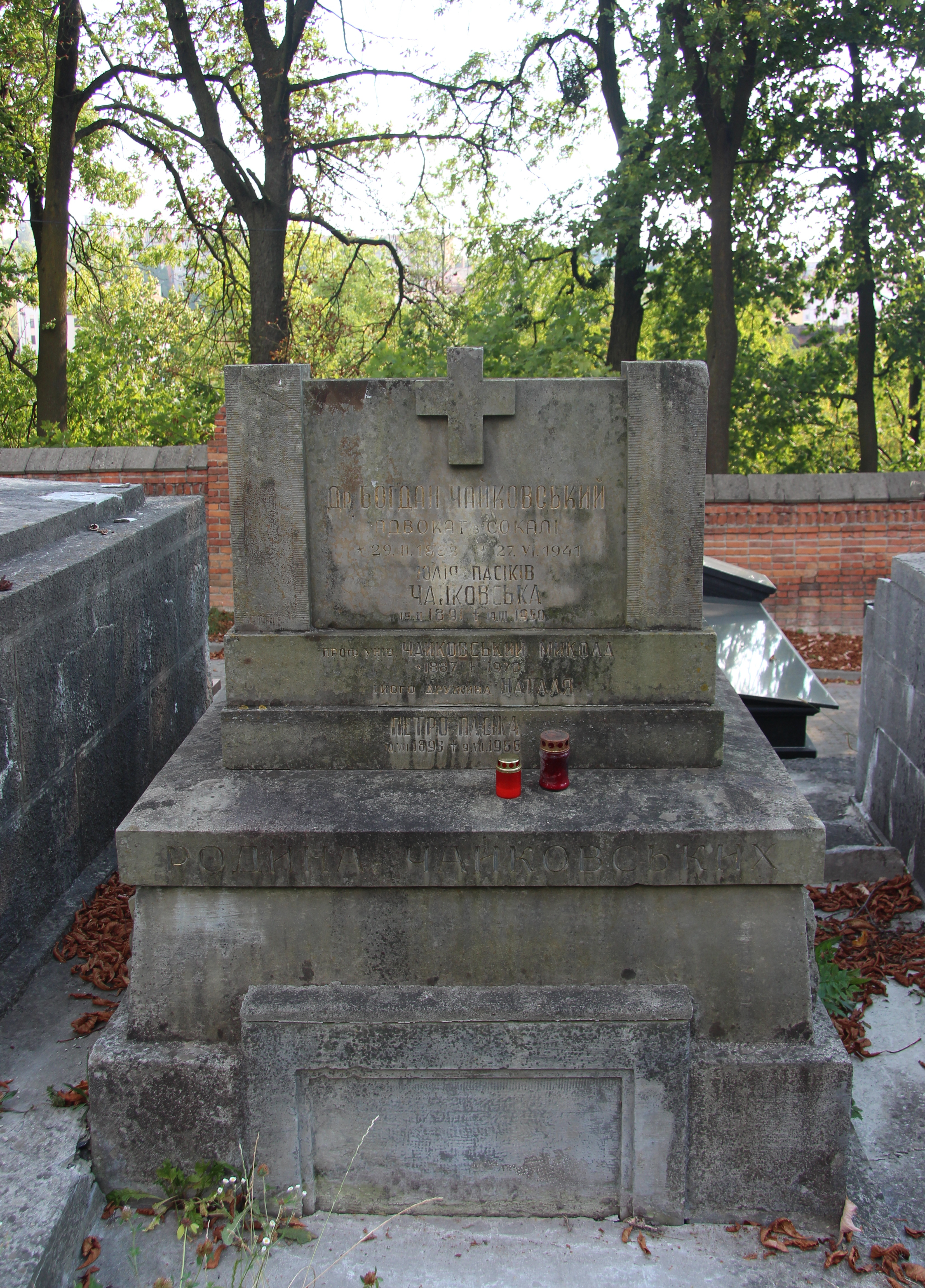

Чайко́вський Мико́ла Андрі́йович (2 січня 1887 — 7 жовтня 1970) — український математик, громадський діяч та письменник-фантаст. Дійсний член НТШ. Зробив внесок в українську математичну термінологію та українську математичну бібліографію. Син д-ра Андрія Чайковського.

## Життєпис
Народився Микола Чайковський 2 січня 1887 р. у Бережанах, невеличкому повітовому містечку Східної Галичини (тепер Тернопільської області), де його батько протягом тривалих років займаючись одночасно адвокатською і письменницькою діяльністю та віддаючи чимало часу громадській діяльності. Мати Миколи, Наталія Гладилович, працювала вчителькою.
Навчався у Бережанських початковій школі, а потім гімназії, яку закінчив з відзнакою у 1905 р. В гімназії, крім рідної мови, вивчав німецьку, латинську, грецьку, а приватно — французьку. Математикою почав цікавитися уже в молодших класах, коли, граючись циркулем, відкрив відому ще в Х ст. істину, що сторона правильного семикутника, вписаного в коло, наближено дорівнює половині сторони правильного трикутника, вписаного в те ж коло. Великий вплив на розвиток математичних здібностей М. Чайковського мав учитель математики Т. Цвойдзінський, вихованець Берлінського університету, який часто займався з Миколою, допоміг йому засвоїти багато розділів вищої математики.
Але не тільки математикою захоплювався Чайковський у гімназії. У сім'ї Чайковських було семеро дітей, які жили у злагоді та дружбі. Микола був найстарший, тож він і був, за його висловом, «заводієм усіх пустощів і забав». Спочатку це були звичайні дитячі забави, але коли в 1893 p. до Бережан приїхав мандрівний театр «Руська Бесіда», всі діти «загорілися» театром, й пізніше Миколі (якому не було ще десяти років) довелося писати різні театральні п'єси.
У великій пошані в родині Чайковських була музика, до якої батьки, що грали на гітарі, залучали дітей з малих років. Двоє старших синів разом з батьком співали під акомпанемент гітари популярні українські пісні «Ой пущу я кониченька в саду», «Закувала та сива зозуля», «Ой наступила та чорна хмара» та інші.
При співучасті Андрія Чайковського та відомого українського композитора і диригента Остапа Нижанківського в Бережанах було відкрито хорове товариство «Бережанський Боян», яке стало центром культурно-освітнього життя, та в якому деякий час працював відомий композитор Денис Січинський.
Спів у гімназії був факультативним предметом: його вели керівники Бережанських хорів, але підготовкою до концертів керували самі учні. Навчаючись в двох останніх класах гімназії, диригентська паличка перейшла до рук Миколи. Відтоді любов до музики та рідної пісні ніколи не покидала його. Уже будучи відомим математиком, він у складі Української республіканської капели під керуванням талановитого українського композитора і диригента Олександра Кошиця вирушає в 1919 p. в концертну подорож по Європі, де виконує обов'язки адміністратора хору. Капела побувала в Чехословаччині, Австрії, Швейцарії, Франції, Бельгії, Англії, Німеччині. Про цю подорож М. Чайковський згадав у газетній статті, присвяченій 90-річчю від дня народження О. Кошиця: «…Мені довелося бути свідком виступів О. Кошиця за кордоном, коли його хорова капела гастролювала по країнах Європи. Мета цієї подорожі була досить-таки химерна, однак виступи хору під керівництвом прекрасного диригента залишили в моїй пам'яті незабутні враження. Це був воістину тріумфальний рейд української пісні по світу… О. Кошиць умів зачаровувати весь колектив, накидати йому свою волю й добувати з нього все, що хотів. Він диригував руками, пальцями, очима; співаки розказували, що він їх просто гіпнотизував: вони бачили тільки його великі очі, які говорили все. Хор звучав як ідеально настроєний чотириструнний інструмент, на якому він один умів грати». (* Талант диригента: До 90-річчя від дня народження О. Кошиця//Літературна Україна. 1966. 14 верес.)
Щира дружба єднала Чайковського з відомим українським композитором і диригентом професором Миколою Колессою.
Із гімназії Микола виніс ґрунтовні знання з української літератури, був обізнаний зі світовою класикою. Його вчителями були видатний український письменник Богдан Лепкий та відомий мовознавець Іван Зілинський, які згодом стали професорами Краківського університету. У спогадах «Мої Бережани» (Жовтень. 1969. № 8.) М. Чайковський писав: «Я змалечку жив серед книг; вони стали для мене свого роду святістю. У батька була велика бібліотека — майже вся українська література, правда, її тоді не було ще занадто багато. Крім цього, було в нас чимало польських, німецьких та російських книг». В гімназії Чайковський брав участь у таємному гуртку, де учні займались вивченням української історії й літератури, а також цікавилися суспільними проблемами.
Великий інтерес М. Чайковський проявляв до фізики та астрономії. Ще навчаючись у гімназії, він пише свою першу науково-популярну роботу «Сонячні та місячні затміння», яка була надрукована в 1905 році в журналі «Руска хата».
Після закінчення гімназії їде до Праги, де вчиться в Німецькій вищій технічній школі, а згодом в університеті; повністю віддається вивченню улюблених предметів — математики і філософії. У Празі Чайковський знайомиться з місцевою українською громадою, зустрічається із своїми видатними земляками, уродженцями Західної України, яким не судилося працювати на рідній землі,— згаданим вище фізиком Іваном Пулюєм та всесвітньовідомим біохіміком Іваном Горбачевським. Пройде більше ніж півстоліття, і Чайковський виступить із спогадами про цих вчених, які залишили глибокий слід в історії нашої науки і техніки. «Я з великою приємністю згадую,— пише він,— що, проживаючи в Празі в 1905—1906 pp., гостював кілька разів у обох наших видатних учених; такі відвідини були прийняті загально, бо ж українська колонія в Празі була доволі малочисельна. У професора Пулюя познайомився я з сестрою Лесі Українки Ольгою, дружиною видатного українського діяча Михайла Кривинюка. Був я знайомий теж з найстаршою дочкою Пулюя, піаністкою Наталкою, але як молодий студентик не мав відваги „крутитися“ біля дочки видатного професора. Вона вийшла заміж за композитора Василя Барвінського. У Горбачевських бував я частіше. Іноді в літні післяобідні години гуляв з професором та його двома дочками, Ольгою і Асею, по чудових передмістях Праги». (Чайковський М. Варті пам'яті і шани // Молодь України. 1968. 11 трав.)
Празький Німецький університет не задовольнив сподівань Чайковського, і через рік він перейшов на філософський факультет Віденського університету, в якому провчився три роки, але останній рік — у Львівському університеті. У Відні слухав лекції з математики, фізики, астрономії, працював у фізичній лабораторії, багато часу віддає громадській роботі. В той час Віденський університет був найбільшим в Австрії та одним із найбільших університетів у Європі. З глибокою повагою Чайковський згадував про високий рівнень викладання математики в цьому університеті, про блискучі лекції професора Ф. Мертенса, відомого знавця теорії Галуа (Еварист Галуа, 1811—1831).
У Відні Микола став членом Українського студентського товариства «Січ», у якому за три роки був секретарем, заступником голови, головою. 1908 р. товариство «Січ» святкувало своє 40-річчя, а дату відзначили виданням ювілейної книги «Альманах Віденський». Микола входив редакції альманаху, в ньому надрукував свою першу роботу з математики «Розвій чисельних систем в історії людської культури», яка поклала початок плідній праці вченого в галузі математики та її історії, методики викладання математики, розробки української наукової термінології, бібліографії математики, розвідок з історії української науки та культури..
Працював Чайковський також в українському прогресивному робітничому товаристві «Поступ» і один рік був його секретарем; виступав у ньому з лекціями, а один раз брав участь у театральній виставі за п'єсою «Майстер Чирняк» Івана Франка.
Весною 1911 p. Чайковський успішно захистив у Віденському університеті дисертацію і здобув ступінь доктора філософії, а через рік склав іспит на звання вчителя математики і фізики середньої школи. В цей час він займається популяризацією математики та її історії на сторінках місцевих українських журналів, веде активну наукову роботу як член НТШ.
У 1910—1929 pp. викладав математику в середніх школах Галичини — у Львові, Тернополі, Раві-Руській, очолює приватні гімназії в Яворові та Рогатині.
16 червня 1912 p. Микола Чайковський одружується з Наталією Іларіонівною Тунівною, а незабаром отримує від австрійського міністерства освіти стипендію для наукового відрядження до Берліна, куди виїжджає разом із дружиною. «Берлінський виїзд,— писав він,— був наче продовженням нашої пошлюбної подорожі». Академічний рік у Берліні проводив разом із другим міністерським стипендіатом психологом Степаном Балеєм з Великих Бірок — своїм давнім знайомим, згодом доктором філософії й медицини, членом Польської Академії наук, з 1927 p.— професором Варшавського університету.
1918 p. гетьманський уряд України заснував у Кам'янці-Подільському університет, до якого були запрошені у жовтні 1918 p. четверо молодих учених-галичан: історик Іван Крип'якевич, хімік Юліан Гірняк, фізик Володимир Кучер і математик Микола Чайковський. Однак тільки один Чайковський аж у січні 1919 p. (у зв'язку з воєнними подіями в Галичині) зміг приїхати до Кам'янця-Подільського; троє інших вчених залишились у Львові, обложеному польською армією. У лютому 1919 p. М. Чайковський як приват-доцент новоствореного університету почав читати лекції з вищої математики. «Я можу з великою гордістю сказати,— згадував він пізніше про цей період діяльності,— що був другим, хто викладав вищу математику українською мовою; першим був Михайло Пилипович Кравчук у Києві…»
Після дворічної мандрівки по Європі з хором Олександра Кошиця Микола Чайковський в 1922—1924 pp. читає курси вищої математики у Львівському таємному українському університеті. У «Збірнику математично-природописно-лікарської секції НТШ» він друкує свої роботи: «Метациклічні рівняння та їх групи» (1910 p.), де перший у слов'янському світі дає виклад теорії Галуа; «Методи Ерміта інтегрування вимірних функцій» (1910 p.), «Причинок до теорії стіжкових перекроїв» (1912 р.), «Студії з теорії конгруенцій» (1913), «Фелікс Кляйн, некролог» (1926 p.) та інші. В той час постає в усій складності питання про необхідність розробки української математичної термінології. У рефераті «Діальність математично-природописно-лікарської секції НТШ та її директора і редактора перших 25 томів „Збірника“ д-ра Володимира Левицького», виголошеному на ювілейному засіданні секції 3 квітня 1927 p., М. Чайковський, згадуючи перші кроки роботи секції, писав: «До того часу в ділянці математично-природничих наук, крім шкільних підручників та кількох популярно-наукових розвідок, не було в нас нічого; отже треба було класти підвалини до власної наукової літератури, до наукової праці на рідній мові».
Поряд із суто науковими дослідженнями з математики Чайковський приділяє багато уваги питанням української наукової і, зокрема, математичної термінології, а також підготовці підручників з математики українською мовою. Результатом цієї праці були: «Чотирицифрові таблиці логарифмів і тригонометричних функцій» (у співавторстві з відомим українським фізиком, дійсним членом НТШ Володимиром Кучером), які витримали чотири видання (1917, 1920, 1923 і 1931 pp.), «Систематичний словник української математичної термінології» (1924 p.), «Тригонометрія, підручник для середньої школи та для самоосвіти» (1921 p.), «Алгебра, підручник для середньої школи та для самоосвіти» (том 1, 1925 p., том II, 1926 p.).
26 травня 1923 p. M. Чайковський виступає на II Загальному з'їзді українських інженерів і техніків у Львові з рефератом «Завдання української наукової й технічної термінології», який був надрукований в 1924 p. у Празі в журналі «Нова Україна». Основні положення цієї роботи є актуальними і на сьогоднішній день. Процитуємо деякі з них: «Говорити широко про вагу й потребу української наукової термінології — річ цілком зайва. Легко прийти до переконання, що добра й одноцільна наукова термінологія необхідна для існування національної культури так само, як одноцільна літературна мова та однопільний правопис. Ще більше: можна з деяким правом твердити, що для розвитку нашої науки термінологічна справа багато важніша…
Не раз доводиться нам чути, що справу термінології з обсягу стислих та прикладних наук треба вирішити принципово. Одні кажуть, що всі наукові терміни треба вживати так, як вони прийнялися в інших європейських мовах; зате другі раді б конче кожне слово за всяку ціну перекласти на українське.
Поборюючи інтернаціоналізаторів нашої наукової мови, ми далекі від того, щоб підписатися під другою крайністю: перекладанням кожного терміну, без виїмку, на українське. Ця вимога при ближчій застанові покажеться теж неможливою. Не кожний термін дається перекласти… До того багато чужих слів здобуло собі в нашій мові право громадянства, й ми зовсім не маємо потреби їх викидати…
Термінологія ніколи не може бути твором одної людини; вона мусить вийти як вислід спільної праці всіх фахівців, що потребують тієї термінології, разом із знавцями живої мови, які помагають їм узгіднювати термінологію з рештою живої мови. Повинно повстати на всіх землях України разом із еміграцією велике термінологічне об'єднання, метою якого було б зібрати народні термінологічні матеріали й доповнити їх новими.
Попри те не вільно нам забувати, що вся наша праця по цей бік Збруча може мати тільки підготовчий характер. Нам не вільно вирішувати такого важливого питання, як термінологія. Бо поза ризькою лінією живуть люди, які теж покликані до цього діла, й їхнє слово теж мусить тут заважити; а ми знаємо, що в багатьох велико-українських установах іде гаряча праця в тому напрямку. Якби ми наважилися створити на власну руку нашу власну західно-українську наукову мову, то тим тільки спричинились би до дальшого роз'єднання великої нації; замість усіма силами йти до її зближення та остаточного злиття в одну цілість».
Маючи значні наукові здобутки в галузі математики та неабиякий педагогічний хист, M. Чайковський, однак, як українець в умовах панування польського шовінізму у Східній Галичині не міг мріяти про роботу у вищій школі на рідній землі. Працюючи в 1924—1929 pp. у приватних українських гімназіях, він терпів усякі політичні утиски влади та постійні матеріальні нестатки.
Листуючись із київським професором математики Михайлом Кравчуком, Чайковський з радістю сприймає інформацію про можливості, які відкрилися для розвитку української національної культури і науки на Радянській Україні, мріє про переїзд на Велику Україну. У своїх листах М. Кравчук заохочує його до цього. В 1929 p. здійснилось бажання М. Чайковського переїхати до Радянського Союзу. Про цю подію він так писав у своїх спогадах: «Після того, як я побував кілька місяців у Кам'янці на Поділлі, мене завжди тягло на Велику Україну. Своєю роботою в Галичині я не був задоволений. Я працював 5 років на посаді директора приватної української гімназії, що її утримувало товариство „Рідна школа“, спершу в Яворові, потім у Рогатині. Адміністративної роботи я не терпів; виховна робота давала мені деяке вдоволення, але я прагнув чогось іншого — тягнувся до наукової роботи. Громадської роботи мав я теж удовіль: ми з учителем історії в Рогатині Юліаном Каменецьким та ще кількома товаришами і деякими старшими гімназистами* розпочали широкий протиалкогольний рух серед молоді цілої країни і мали деякі видні результати.
Проте працювати в українській приватній гімназії в умовах панської Польщі було надзвичайно важко; над гімназією постійно висіла загроза арештів учителів і учнів. Досить було невеликої провокації, підкинення якоїсь протидержавної брошури — і сотні молодих залишались без змоги отримувати освіту… Такі були причини, які спонукали мене дивитись на Схід. Реалізувати свою мрію вдалося мені в 1929 p., коли одеська українська громада звернулася до мене з пропозицією, щоб я туди приїхав на вакантну посаду професора математики в Інституті народної освіти, що звільнилася після смерті проф. Шатуновського…
Батько дуже добре розумів мене, ніколи не нав'язував мені своєї волі. Коли ми виїжджали на Радянську Україну, він побоювався цього — у нас про „більшовицьке царство“ ходили якнайжахливіші чутки — але не заявляв свого протесту».
Активно підтримував Миколу Чайковського в його намірі переїхати за Збруч молодший брат Андрій, член Комуністичної партії Західної України. Про перший рік перебування сім'ї Чайковських в Одесі довідуємось із спогадів дочки вченого Катерини Чайковської (журналіст за професією, жила в м. Каневі), де, зокрема, вона пише: «Тоді батькові було 42 роки, був у розквіті фізичних і творчих сил, в перспективі була цікава й бажана робота у вищому навчальному закладі на Великій Україні, куди завжди линули думки всіх галичан… Батько багато працював в Інституті народної освіти, читав лекції по-українськи, а на німецькому відділенні (були ще тоді такі!) — по-німецьки».
Через рік Чайковський бере активну участь в організації нового фізико-хіміко-математичного інституту, де призначається першим завучем. У стінах цього інституту, що готував викладачів вузів, близько трьох років проходила його основна діяльність.
Напружена організаторська, викладацька та громадська робота в Одесі не завадила Чайковському займатися і наукою. В цей період він публікує в академічному журналі статті «До теорії дискримінанта алгебраїчного рівняння» (1932 p.), «Про зчисленність множини раціональних чисел» (1932 p.), видає цінну для історії вітчизняної математики «Українську математичну наукову бібліографію» (1894—1927 pp., 1930 p.); у республіканській комісії під головуванням академіка Кравчука бере участь у розробці проекту українського термінологічно-фразеологічного математичного словника, готується до організації праці над математичною частиною Української Радянської Енциклопедії.
Активна, багатогранна і натхненна праця М. Чайковського раптово була перервана. Він став жертвою сталінського терору. 19 березня 1933 pоку його заарештували та засудили до 10 років ув'язнення за сфабрикованою справою «УВО» (Українська військова організація, яка нібито звила собі кубло за спиною наркома освіти УРСР Миколи Скрипника).
Працюючи у Казахстані, пише ряд науково-методичних робіт, працює над монографією «Квадратні рівняння» (посібник для вчителів та студентів педінститутів), бере активну участь у наукових конференціях педвузів Уральської зони, організовує математичні олімпіади. Тут йому довелося читати всі основні математичні курси, але з особливим задоволенням він вів курси елементарної математики, вміло — в дусі відомого реформатора навчання, німецького математика Фелікса Кляйна, модернізуючи їх зміст.
У 1945 p. отримав звання доцента. У 1956 p. реабілітований. Військовий прокурор Одеського військового округу повідомив: «Ваша справа припинена, і Ви реабілітовані. Постановою військового трибуналу 13 листопада 1956 року справа, за якою Ви були засуджені в 1933 році, припинена за необґрунтованістю звинувачень».
У вересні 1956 року повернувся до Львова, з 1961 p. Чайковський працює доцентом, а потім професором місцевого університету з 1962 p. В цей час він тісно співпрацює з Дрогобицьким педінститутом, де систематично читав спецкурси, також дуже любив бувати на концертах чоловічого хору «Бескид» цього інституту. Він також читав спецкурси в Івано-Франківському педінституті.
Відійшов із життя Микола Чайковський 7 жовтня 1970 р. Поховано його на Личаківському цвинтарі у Львові, поле № 70.

## Ювілеї та пам'ятні дати
2 січня 2017 року на державному рівні в Україні відзначався ювілей — 130 років з дня народження Миколи Чайковського (1887—1970), математика, педагога.